# Dračevac Zadarski
Dračevac Zadarski predstavlja naselje u sklopu grada Zadra u Hrvatskoj.

## Zemljpois
Dračevac je na samom rubu Zadra, današnje istočno predgrađe Zadra udaljeno od centra 6 kilometara. Smješten na brdovitom položaju, s kojeg se pruža prekrasan pogled na Zadar i otoke kao na Ravne kotare s druge strane.

## Povijest
Naselje se prvi put spominje pod mletačkim nazivom "Malpaga" 1402. godine.
Više puta se spominje u sklopu mletačko-turskih ratova kao predziđe Zadra i dokumentima benediktinskog samostana sv. Krševana od 2. listopada. 1402.Crkvene matice daju mu ime Dračevac i Zdračevac, dok Mlečani Malpaga. S istočne strane naselja je okrugla venecijanska utvrda "Kulina" u svojstvu promatračnice za obranu Zadra i okolnih naselja. Kula u više navrata stradava osobito u osvajanju Dračevca 1570. od strane Turaka. Župa Dračevac seže u 15. stoljeće, kasnije joj je pripojena župa Crno 1770.

### Domovinski rat
U Domovinskom ratu Dračevac Zadarski predstavlja svojevrsnu prekretnicu, jer zaustavlja velikosrpsku najezdu, potpomognutu s vojskom JNA.
Tom prilikom hrvatska vojska uništava jedan tenk,nakon čega se srpske snage povlače.

## Znamenitosti
- Župna crkva Uznesenja BDM. Podignuta je oko 1515. godine, a posvećena je 1594. Za vrijeme Kandijskog rata 1570. crkvu su porušili Turci, obnovljena je 1640., a proširena 1854.
- Nova župna crkva Uznesenja BDM.   Posvetio ju je 6. svibnja 2001. nadbiskup Ivan Prenđa.
- Župna kuća je podignuta 1847.
- Iz vremena mletačko-turskih ratova značajnu znamenitost ovog kraja predstavlja mletački kaštel.
- Na području Dračevca Zadarskog postoji čitav niz fortifikacija, odnosno, bunkera iz doba talijanske vladavine.
- Iz vremena Domovinskog rata sačuvani i restaurirani su ostaci tenka, koji je pogođen na području Dračevca Zadarskog prilikom napada na grad Zadar.